# Sorg Rennsport
Sorg Rennsport ist ein deutsches Motorsport-Team mit Sitz in Wuppertal. Es wurde 1998 von den Brüdern Benjamin und Daniel Sorg gegründet.

## Geschichte
Nachdem die Brüder Benjamin und Daniel Sorg selbst seit 1990 Motorsport betrieben hatten (Kartsport bzw. Tourenwagensport), gründeten sie im Jahr 1998 mit Hilfe von Familienmitgliedern und Freunden das Unternehmen Sorg Rennsport. Der  ursprünglich geplante Firmenname Sorg Motorsport war zu diesem Zeitpunkt bereits an eine Firma in Urbach vergeben, die mittlerweile nicht mehr existiert.
In den Jahren 1998 bis 2000 fuhr das Team mit einem Citroën AX Sport bei der VLN Langstreckenmeisterschaft auf dem Nürburgring mit. 2001 folgte ein Ford Escort RS 2000 16V. Ein Jahr später wurde ein Opel Astra F GSI 16V aufgebaut, mit dem man erstmals am ADAC 24h-Rennen auf der Nordschleife des Nürburgrings teilnahm. In den folgenden Jahren nahm Sorg Rennsport vier Mal (2002, 2003, 2004 und 2005) an dem 24h-Rennen teil.
Nach einer familiär bedingten Pause stiegen Benjamin und Daniel Sorg 2008 mit dem 24-Stunden-Rennen mit einem Ford Fiesta ST erneut in den Rennsport ein. Kurz vor Ende der Saison erfolgte zur Vorbereitung auf das kommende Jahr der Wechsel auf das neue BMW 325i E92 Coupe. 2009 konnten die ersten Klassensiege in der VLN Langstreckenmeisterschaft eingefahren werden. Diese Erfolge wurden 2010 mit einem zweiten BMW 325i E90 fortgeführt. Hinzu kam der erste Klassensieg beim 24-Stunden-Rennen am Nürburgring.
In der Saison 2011 konnten mit drei VLN-Klassensiegen und dem erneuten Sieg beim 24h-Rennen weitere Erfolge eingefahren werden. Zur Saison 2012 kamen zwei neue BMW-Rennfahrzeuge (Z4M Coupe und 130i), mit denen Sorg Rennsport zum ersten Mal an internationalen Rennen teilnahm. Beim 24h-Rennen der 24h Series auf dem Circuit de Barcelona-Catalunya in Barcelona konnte ein zweiter Platz eingefahren werden. Die Saison 2013 begann mit dem 24-Stunden-Rennen von Dubai, bei dem das Team mit dem seriennahen BMW Z4M Coupe den dritten Platz erreichte. Auch in der VLN-Saison 2013 wurden trotz eines verspäteten Saisonstarts mehrere Podest-Platzierungen erzielt. Somit belegte Sorg Rennsport 2013 den 8. Platz in der weltweit ausgeschriebenen BMW Sports Trophy. Ein Jahr später erreichte das Team den dritten Platz der BMW Sports Trophy mit einem neuen BMW M235i Racing.
Seit 2019 tritt das Team als AVIA Sorg Rennsport auf, nachdem der Mineralölkonzern Deutsche AVIA Mineralöl-GmbH aus München als Hauptsponsor in das Team einstieg. Zu zwei Gastrennen startete das Team in der ADAC GT4 Germany am Nürburgring. Im Jahr 2020 trat Sorg Rennsport erstmals über die gesamte Saison mit einem BMW M4 GT4, bei dessen Test- und Entwicklungsarbeiten das Team die Abteilung BMW Motorsport unterstützte, in der ADAC GT4 Germany an. Pilotiert wurde das Fahrzeug von Hendrik Still und dem 17-jährigen Nachwuchstalent Jan Marschalkowski. Zudem startete Sorg Rennsport in Zusammenarbeit mit einem Partner ein Projekt zur Entwicklung eines Rennfahrzeugs auf Basis des BMW i8. Ziel des Projekts war es, neue Technologien im Motorsport zu testen.
Auch in den folgenden Jahren absolvierte das Team über 350 Renneinsätze und erreichte dabei eine Finishingquote von über 95 % sowie zahlreiche Top-Platzierungen. Zu den weiteren Aktivitäten gehörte nach firmeneigenen Aussagen seit einigen Jahren zudem der verstärkte Einsatz nachhaltiger Technologien im Motorsport. Sorg Rennsport verwendete Biofaserverbundwerkstoffe als Ersatz für GFK und CFK, nutzte Kraftstoffe mit einem höheren Anteil an Ethanol sowie E-Fuels. Diese Maßnahmen sollen Emissionen reduzieren und neue technologische Ansätze in den Motorsport einbringen.